# Weißstängeligkeit

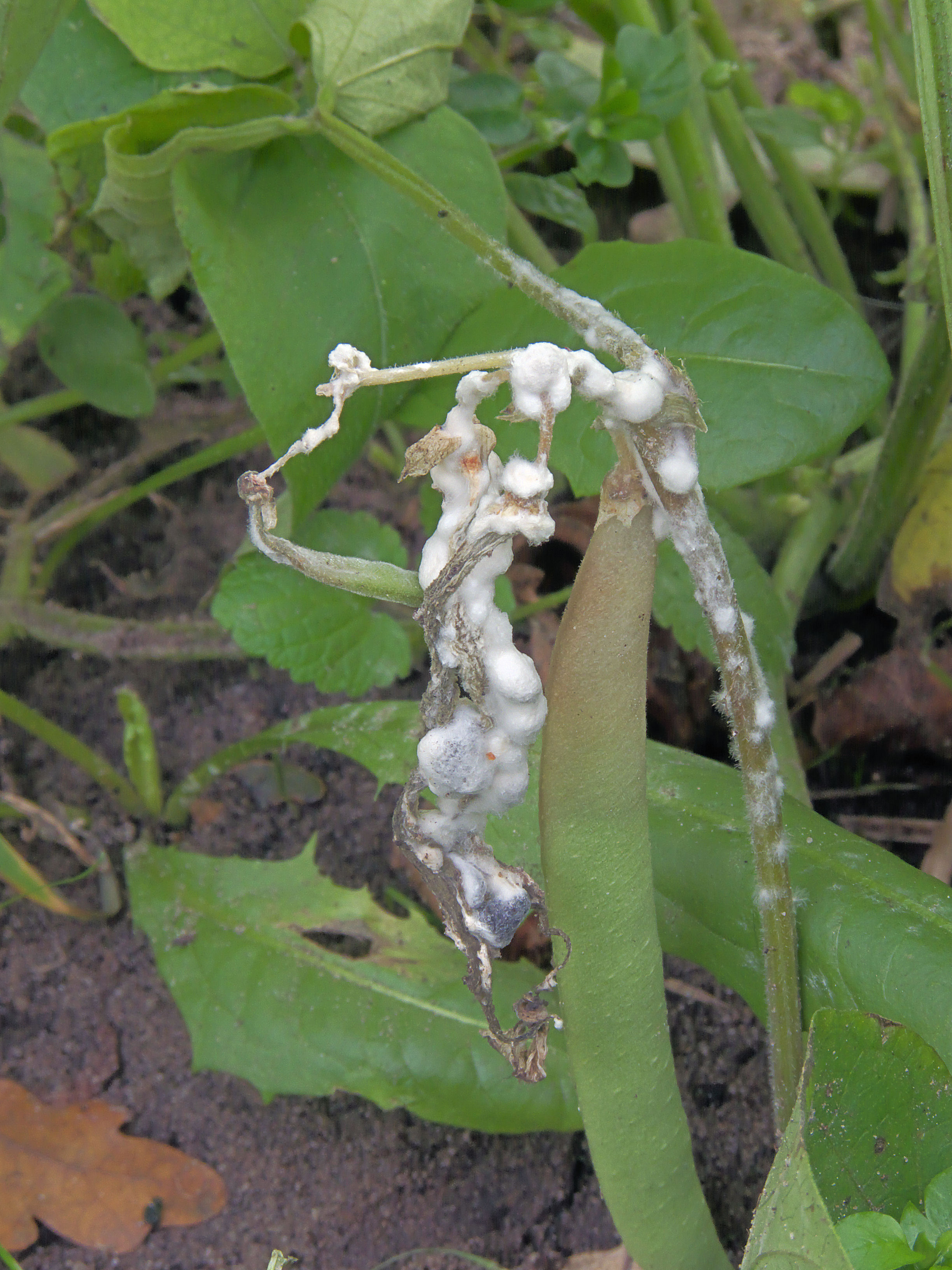
Weißstängeligkeit auf Buschbohne

Weißstängeligkeit, auch  Rapskrebs oder Sklerotinia ist eine durch den Pilz Sclerotinia sclerotiorum verursachte Pflanzenkrankheit. Sie kann verschiedene Kultur- und Wildpflanzenarten befallen, wirtschaftlich bedeutende Schäden richtet sie allerdings nur in Rapsfeldern an.
Die Bedeutung der Weißstängeligkeit beim Rapsanbau ist in Norddeutschland größer als in Süddeutschland. In der Regel bleicht nach der Blüte der Stängel befallener Pflanzen ohne scharfe Abgrenzung zum gesunden Gewebe aus. Die Befallszone, meist von einer Verzweigung oder einer Blattansatzstelle ausgehend, wird weiß, die Rinde löst sich bastartig vom Stängel und die Pflanzenteile über der Befallsstelle sterben ab. Häufig knickt der Stängel in diesem weißen Bereich ab. Im Stängelinneren findet man anfangs weiße Mycelverdichtungen, die später in schwarze, unregelmäßig geformte Dauerkörper (Sklerotien) übergehen. Beim Drusch gelangen sie wieder auf den Boden, in dem sie mehrere Jahre infektionsfähig bleiben. Die Infektion der Sklerotinia ist sehr witterungsabhängig: Warmfeuchte Abschnitte vor der Blüte fördern die Bildung von Apothecien (Fruchtkörper) aus den Sklerotien. Der Wechsel von Schauern und Sonne während der Blüte lässt die aus den Apothezien geschleuderten Sporen in den Blatt- und Seitentriebachseln keimen, wenn dort abgefallene Blütenblätter als Nährstoffquelle haften.

## Bekämpfung
Zur Bekämpfung der Sklerotinia gehört ein weiter Abstand in der Fruchtfolge beim Raps und der Verzicht auf den Anbau anderer Wirtspflanzen (Erbsen, Sonnenblumen, Kartoffeln). Der Pilz kann sich auch auf  Unkräutern vermehren, sie sind daher in der ganzen Fruchtfolge zu bekämpfen. Die gezielte Bekämpfung mit gegen diese Krankheit amtlich anerkannten Fungiziden orientiert sich bis jetzt am Entwicklungsstadium Vollblüte. Ein Behandlungstermin bei Befallsbeginn wie bei Getreide-Krankheiten ist bei dieser Krankheit nicht möglich.
In der biologischen Schädlingsbekämpfung wird gegen Sclerotinia scelotiorum der hyperparasitische Pilz Coniothyrium minitans erfolgreich eingesetzt. Dabei minimiert die Anwendung auch das Infektionspotential von Sklerotien über das Wurzelsystem den Raps zu schädigen, da C. minitans mit dem Niederschlag eingewaschen oder als Inokulum in den Boden eingetragen, so lange im Boden überlebt wie Sklerotien vorhanden sind.